# Robert William Chambers
Robert William Chambers (Brooklyn, 26 de mayo de 1865 -  16 de diciembre de 1933) fue un escritor de literatura de terror y misterio. 

## Biografía
Nació en Brooklyn el 26 de mayo de 1865. Era hijo de un abogado, nieto de un médico y descendiente directo del fundador de Rhode Island. Su hermano fue arquitecto. Robert estudió en el Instituto Politécnico de Brooklyn, pero le interesaban más los deportes, el dibujo y la entomología. En 1886 se trasladó a París para estudiar bellas artes. Sus trabajos fueron expuestos en el Salón de 1889. En 1893 volvió a Nueva York y vendió sus ilustraciones a las principales revistas de actualidad: Life, Truth y Vogue. Se convirtió así en uno de los dibujantes más conocidos del momento.
En 1894 publicó su primer libro, In the Quarter, un muestrario de escenas de la vida bohemia a la manera de Murger o Du Maurier basadas en las notas que tomó en París. Se supone que nadie esperaba que se dedicase a escribir, ni siquiera él mismo, aunque según sus amigos tenía una facilidad natural para contar historias.
Sea como fuere, en 1895 publicó su segundo libro, The King in Yellow ("El Rey de Amarillo"), en el que combinaba nuevos retratos parisienses con originales historias de fantasía y terror que tuvieron un enorme éxito. Ahí empezó su carrera literaria y su continua y pasmosa variación de temas y estilos. En The Maker of Moons (1896) y The Mystery of Choice (1897) siguió aún la estela de "El Rey de Amarillo", pero en The Search of the Unknown (1904) se decantó más bien por la ficción científica.
Después escribió un sinfín de novelas históricas, relatos de detectives y novelas rosa ambientados en la alta sociedad de Nueva York. Todos sus libros se vendieron bien y un par de ellos incluso alcanzaron la condición oficial de best-seller. No necesitaba ese dinero para vivir y lo invirtió en sus muchas y onerosas aficiones: coleccionar mariposas, muebles, porcelana japonesa, alfombras y arte chino, y plantar árboles en la hacienda de 800 acres de su familia. Se dice que llegó a plantar, con sus propias manos, más de 20 000. Todo eso parecía importarle mucho más que la reputación literaria. Que la crítica lo despreciase e ignorase ni mucho menos le quitaba el sueño. Como dijo en cierta ocasión: «¡Literatura! ¡Esa palabra me pone enfermo!»
Lovecraft debió considerar lamentable que aquel que había apuntado a lo más alto del terror cósmico con sus primeros cuentos se rebajase después a escribir folletines para las masas. En una carta a Clark Ashton Smith se refirió a Chambers como un «titán caído».
Robert W. Chambers murió el 16 de diciembre de 1933, a los sesenta y ocho años, tras ser operado de una dolencia intestinal.
Había entregado a la imprenta más de ochenta libros entre novelas y recopilaciones de cuentos, aunque no es fácil determinar exactamente cuántos: acostumbraba a reciclar el material para volver a venderlo y no siempre quedaba claro si se trataba de una obra completamente nueva o una mera reedición o revisión.

## Obra
- "In the Quarter" (1894)

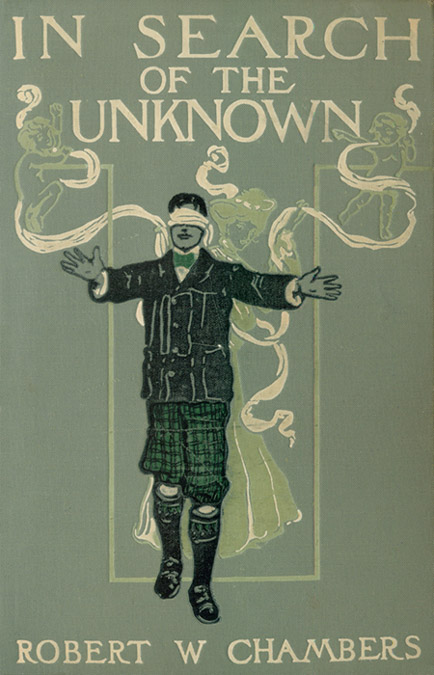
Portada del libro In Search of the Unknown, por Robert William Chambers.

- El Rey de Amarillo (1895) libro de relatos que incluye 
  - El Signo Amarillo
  - La demoiselle d´Ys
  - El Creador de Lunas
  - El Reparador de Reputaciones
- The Mystery of Choice (1896)
- Lorraine (1897)
- Ashes of Empire (1898)
- Cardigan (1901)
- In Search of the Unknown (1904)
- The Reckoning (1905)
- The Tracer of Lost Persons (1906)
- The Tree of Heaven (1907)
- The Green Mouse (1907)
- The Common Law (1911)
- The Gay Rebellion (1913)
- Quick Action (1914)
- Athalie (1915)
- Police!!! (1915)
- The Slayer of Souls (1920)
- The Talkers (1923)
- The Yellow Sign and Other Stories: The Complete Weird Tales of Robert W. Chambers (2001, ed. S. T.Joshi)-colección de sus primeros relatos macabros y de fantasía.